# Абзаково (Бєлорєцький район)
Абза́ково (рос. Абзаково, башк. Абҙаҡ) — село у складі Бєлорєцького району Башкортостану, Росія. Адміністративний центр Абзаковської сільської ради.
Населення — 1331 особа (2010; 1286 в 2002).
Національний склад:
- башкири — 94%